# لعب الأطفال في روسيا (فلم 1993)
لعب الأطفال في روسيا (بالفرنسية: Les Enfants jouent à la Russie) فيلم دراما فرنسي لعام 1993 من إخراج جان لوك جودار وبطولة لازلو زابو وجودار. يلعب لازلو سابو دور منتج من هوليوود يقوم بتعيين صانع أفلام فرنسي مشهور لإنتاج فيلم تسجيلي. صدر الفيلم في 8 أغسطس 1993.

## طاقم التمثيل
- لازلو زابو: في دور جاك فالنتي (المنتج)

- جان لوك جودار: في دور الأمير ميشكين (الأحمق)

- برنارد أيزنشيتز: في دور هاري بلونت

- أندريه س. لابارث: في دور ألكيد جوليفيت

- أود أميوت: في دور الآنسة أميل

- بنجامين كراتس: في دور الأمير أندريه

- إيرينا أبكسيموفا: في دور آنا كارنين

بالاشتراك مع: بنديكت لوين - ماري بوروفسكي.

## ملخص أحداث الفيلم
يستأجر أحد كبار منتجي هوليوود مخرجًا فرنسيًا شهيرًا لعمل فيلم وثائقي عن حالة روسيا ما بعد الحرب الباردة، ولكن المخرج يخرب المشروع من خلال البقاء بعناد في فرنسا وتقديم نفسه على أنه الشخصية الرئيسية لفيلم دوستويفسكي «الأبله»، حيث يقدم سلسلة من تأملات حول الفن والسياسة وطبيعة الصور ومستقبل السينما، وتتعرض هوليوود والولايات المتحدة للهجوم من خلال الانتقادات اللاذعة الباطنية، بالإضافة إلى مشاهد هوليوود تقيد رحلة المخرج إلى روسيا في طائرات بمحرك واحد.

## استقبال الفيلم
كتب موقع سيليلويد ماسكار حول العالم The Worldwide Celluloid Massacre: «فيلم تجريبي غريب الأطوار يبدو أنه يعكس بشكل مباشر أفكار جودار العشوائية والتأملات حول سقوط الشيوعية والحرب الباردة وتأثيرها على روسيا، وعليك الجلوس لمدة ساعة من التأملات والصخب المتسامح مع الذات، ودفق من الصور العشوائية المفروضة للغاية، من أجل استخراج هذا المحتوى الهزيل».
كتب موقع سيني كلوب Ciné-club: "يصور جودار حالتين من الموت: موت الخيال، وموت الشيوعية؛ بعبارة أخرى، شكل معين من أشكال السينما، والسينما الخاصة به. جمال عظيم للصور (صورة ستالين على فراش الموت، والتي تتناوب بشكل متقطع مع وفاة إيفان في آيزنشتاين)، نشعر أن هذه النكتة الطفولية عن نهاية الحرب الباردة، صادقة للغاية. يختتم جودار الذي يرفض أن يشفق على عالم يشعر فيه بالراحة بالرغم من كل شيء: "هنا، الأحمق يعمل، هذا كل ما لدي من رفاقي".
كتب موقع ألو سينا Allo Cine: «هنا جودار كلاسيكي جدا. فيلم يمزج بين الأدب والتاريخ والسياسة والسينما والفن مع الكثير من الشعر... نشعر (وهو ما يعني ضمنيًا في جميع أعماله) أن جودار يحب السينما الروسية، وأنه يحب روسيا، ولم يكن من أجل لا شيء أنه أسس مجموعة» دزيجا فيرتوف«وهو يحبها على حساب السينما الأمريكية، لكنه يحبها، وبفضل ذكاء كبير، تمكن من تبرير كل الاختيارات» السيئة«للسينما الأمريكية سياسياً. أجد ذلك رائعًا جدًا. فيلم مثير للاهتمام».

## وصلات خارجية
- مقالات تستعمل روابط فنية بلا صلة مع ويكي بيانات